# لوكاس ريبيرو كوستا
لوكاس ريبيرو كوستا هو لاعب كرة قدم برازيلي، ولد في 9 أكتوبر 1998 في Santa Helena ‏. لعب مع نادي رويال شارلروا ونادي فالينسيان.

## وصلات خارجية
- لوكاس ريبيرو كوستا على موقع قاعدة بيانات كرة القدم.إي يو (الإنجليزية)
- لوكاس ريبيرو كوستا على موقع Soccerway.com (الإنجليزية)